# Plan de Celessou
Formación volcánica, situado en la comuna de Aumelas en el departamento de Languedoc-Rosellón, no muy lejos de la costa. Son los restos de un antiguo cono volcánico derruido. Sus coordenadas son 43.608852° 3.592952°.